# Rete tranviaria di Graz
La rete tranviaria di Graz è la rete tranviaria che serve la città austriaca di Graz. Composta da nove linee, è gestita dalla società Holding Graz Linien.

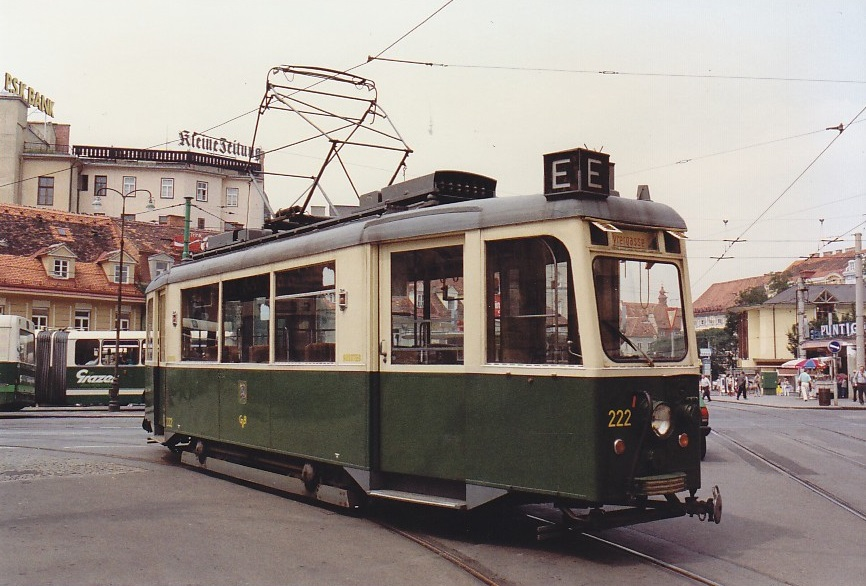
Vettura n. 222, Maggio 1989